# The Prom (film 2020)
The Prom è un film del 2020 diretto da Ryan Murphy.
Il film è l'adattamento cinematografico dell'omonimo musical del 2016.

## Trama
Dee Dee Allen e Barry Glickman sono due star di Broadway in declino, una situazione esacerbata dal fatto che il loro ultimo show si sia rivelato un fiasco. Intanto in una cittadina dell'Indiana la liceale Emma Nolan riceve una grossa delusione quando, nonostante gli sforzi del preside, le viene vietato di partecipare al ballo di fine anno insieme alla sua ragazza Alyssa. Venuti a conoscenza del fatto, Dee Dee e Barry decidono di sfruttare l'episodio di omofobia per dare nuova linfa alle proprie carriere e tornare sulle prime pagine. Insieme ad altre due stelle in declino, gli attori Angie Dickinson e Trent Olivier, Dee Dee e Barry partono per l'Indiana, dove la loro eccentricità riuscirà ad aiutare Emma.

## Produzione

### Sviluppo
Ryan Murphy annunciò la sua intenzione di realizzare un adattamento cinematografico del musical di Broadway The Prom già nell'aprile 2019 e nel giugno dello stesso anno fu annunciato che il cast del film avrebbe annoverato Meryl Streep, James Corden, Andrew Rannells e Nicole Kidman, a cui si unirono nei mesi seguente anche Kerry Washington, Ariana DeBose, Tracey Ullman e Mary Kay Place. Inizialmente Ariana Grande e Awkwafina erano state ingaggiate per ricoprire rispettivamente i ruoli di Alyssa Greene e Ms Sheldon, ma entrambe dovettero abbandonare la produzione per esigenze contrattuali.

### Riprese
Le riprese del film cominciarono a Los Angeles l'11 dicembre 2019, ma furono interrotte il 12 marzo 2020 a causa della pandemia di COVID-19 del 2019-2021. Le riprese ricominciarono il 23 luglio 2020.

## Colonna sonora
Il film ha mantenuto tutte le canzoni del musical originali, con l'aggiunta di due nuove canzoni: "Wear Your Crown" (cantata da Meryl Streep, Ariana DeBose, Kerry Washington, Jo Ellen Pellman e Nicole Kidman) e "Simply Love" (cantata da James Corden).

### Album
L'album della colonna sonora è stato pubblicato il 4 dicembre 2020. Contieni i brani del musical eseguiti dal cast.

#### Tracce
1. Meryl Streep, James Corden, Cast - Changing Lives - 3:09
2. Meryl Streep, James Corden, Nicole Kidman, Andrew Rannells - Changing Lives (Reprise) - 1:54
3. Jo Ellen Pellman - Just Breathe - 2:45
4. Meryl Streep, James Corden, Nicole Kidman, Andrew Rannells, Jo Ellen Pellman, Cast - It's Not About Me - 3:59
5. Jo Ellen Pellman, Ariana DeBose - Dance with You - 2:35
6. Andrew Rannells, Meryl Streep, James Corden, Nicole Kidman, Cast - The Acceptance Song - 3:22
7. Jo Ellen Pellman, Ariana DeBose, Nathaniel J. Potvin, Nico Greetham, Cast - You Happened - 3:11
8. Keegan-Michael Key - We Look to You - 2:49
9. Cast - Tonight Belongs to You - 5:26
10. Jo Ellen Pellman - Tonight Belongs to You (Reprise) - 0:43
11. Nicole Kidman, Jo Ellen Pellman - Zazz - 3:08
12. Meryl Streep - The Lady's Improving - 2:39
13. Ariana DeBose - Alyssa Greene - 2:20
14. Andrew Rannells, Nathaniel J. Potvin, Nico Greetham, Logan Riley, Sofia Deler, Cast - Love Thy Neighbor - 4:31
15. James Corden - Barry is Going to Prom - 2:35
16. Jo Ellen Pellman, Cast - Unruly Heart - 3:59
17. Cast - It's Time to Dance - 5:05
18. Meryl Streep, Ariana DeBose, Jo Ellen Pellman, Kerry Washington, Nicole Kidman - Wear Your Crown - 3:05
19. James Corden - Simply Love - 2:50

## Promozione
Il primo trailer del film è stato distribuito da Netflix il 22 ottobre 2020.

## Distribuzione
Il film è stato distribuito in distribuzione limitata dal 4 dicembre 2020 ed è disponibile su Netflix a partire dall'11 dicembre 2020.

## Accoglienza
Il film è stato accolto con recensioni miste da parte delle maggiori testate britanniche e statunitensi. Sul sito Rotten Tomatoes ottiene il 54% delle recensioni positive, mentre su Metacritic ottiene il punteggio di 55/100.

## Riconoscimenti
- 2021 - Golden Globe
  - Candidatura per il miglior film commedia o musicale
  - Candidatura per il miglior attore in un film commedia o musicale a James Corden